# Place Duroc (Pont-à-Mousson)
Pour les articles homonymes, voir Duroc (homonymie).
La place Duroc est une place de Pont-à-Mousson en Meurthe-et-Moselle.

## Situation et accès
La place est en forme de triangle, elle est le plus vaste ensemble d’arcades Renaissance existant en Lorraine,.

## Origine du nom
La place honore le maréchal Michel Duroc, natif de la ville et ancien élève de l'école royale militaire de Pont-à-Mousson.

## Historique
Elle compte de nombreux édifices d’architecture allant du XVIe siècle jusqu'au XXe siècle. La place avait probablement une forme primitive rectangulaire.
Au XIXe siècle, elle abritait un kiosque à musique, qui sera détruit pendant les bombardements de la Grande Guerre. A l'issue de ce conflit, ou peut-être lors d'un précédent, la place aurait été modifiée et perdu un de ses côtés, devenant une place triangulaire.
Une fontaine est édifiée au centre en 1931 et commémore le dévouement des ambulanciers volontaires américains dans l'Est de la France, de 1915 à 1917.

## Bâtiments remarquables et lieux de mémoire
- n°48 immeuble construit en 1924 par l’architecte Émile André
- La maison des sept-péchés-capitaux

En outre, plusieurs maisons sont inscrites et classées au titre des monuments historiques.

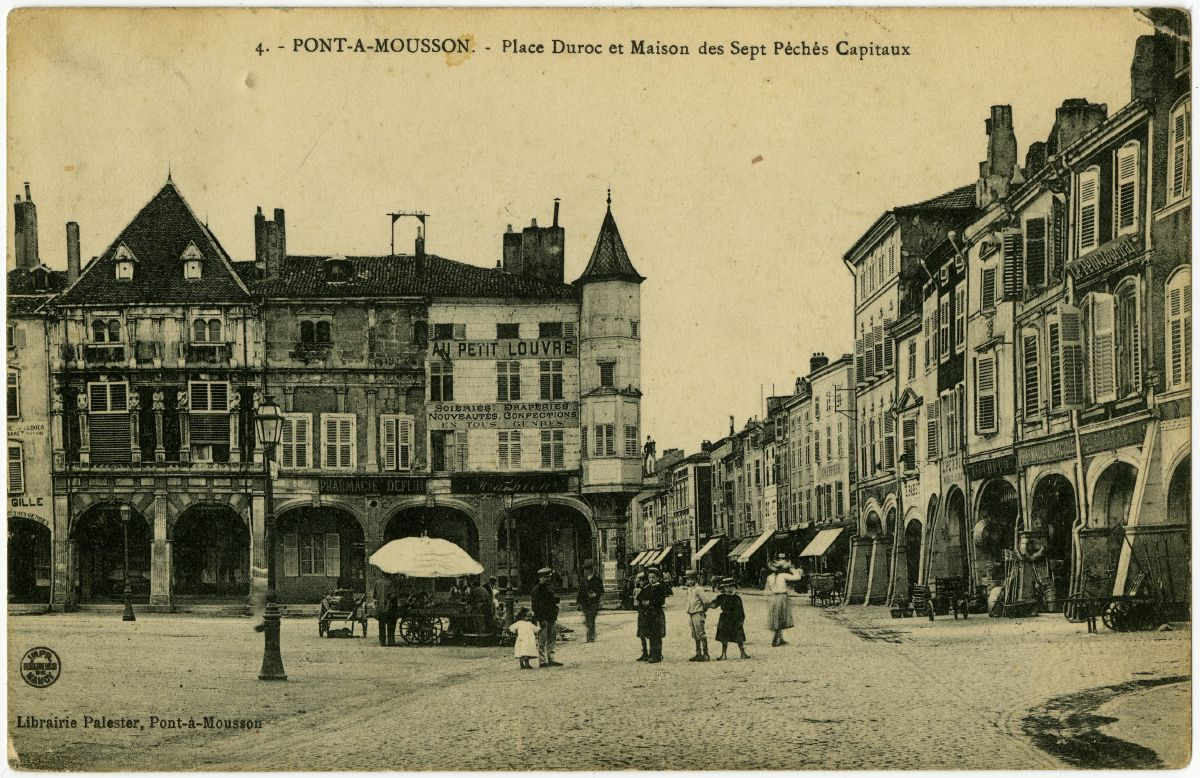
Place Duroc en 1918.
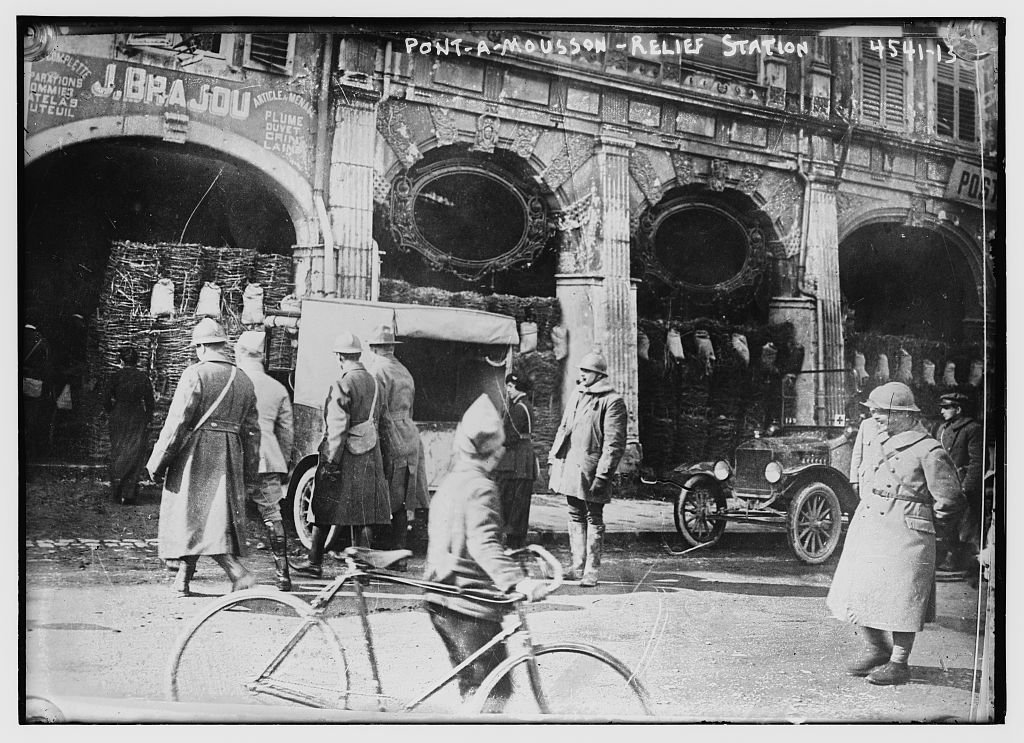
Arcades entre 1915 et 1920.
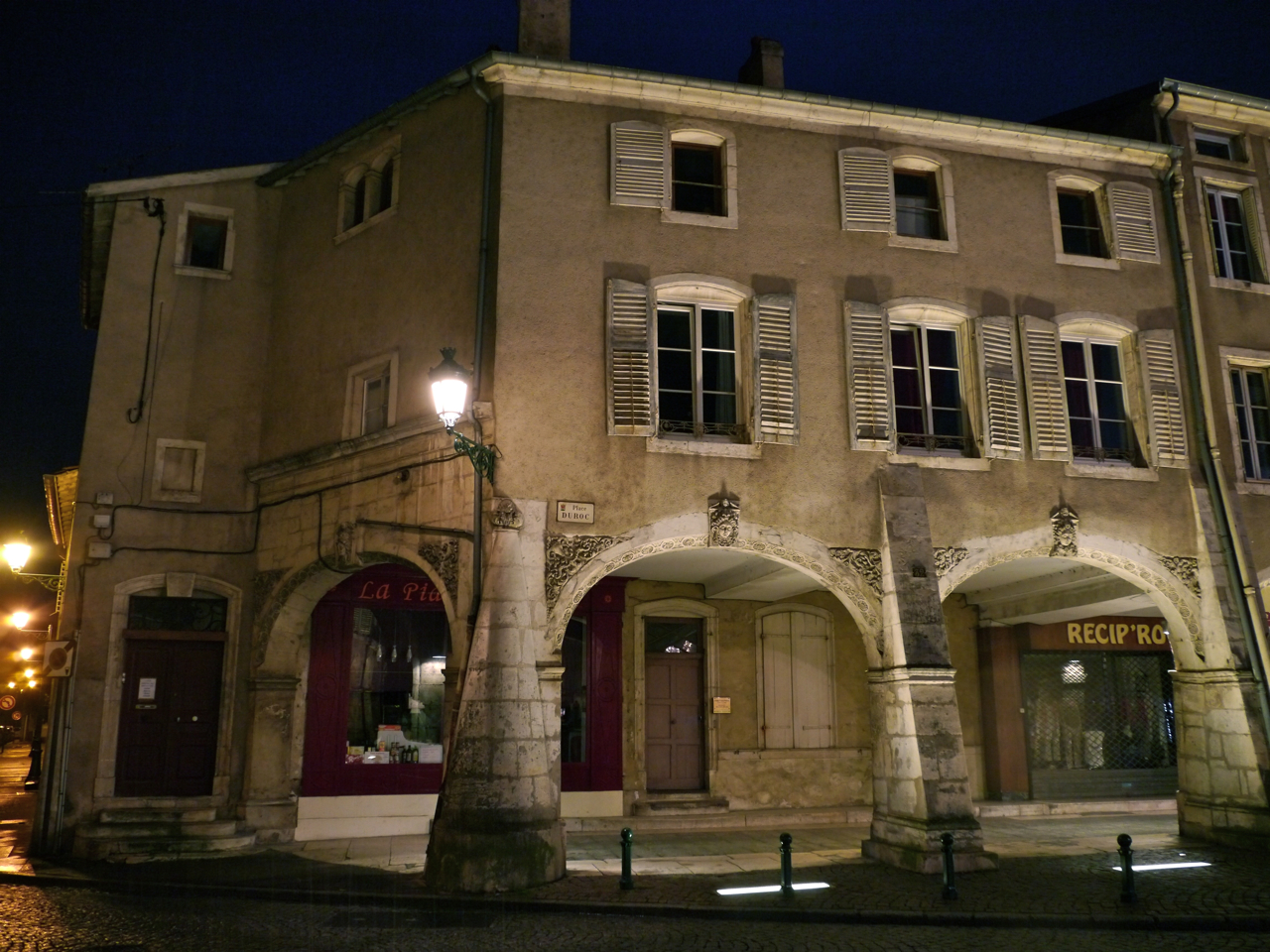
Maison Renaissance, au numéro 32.
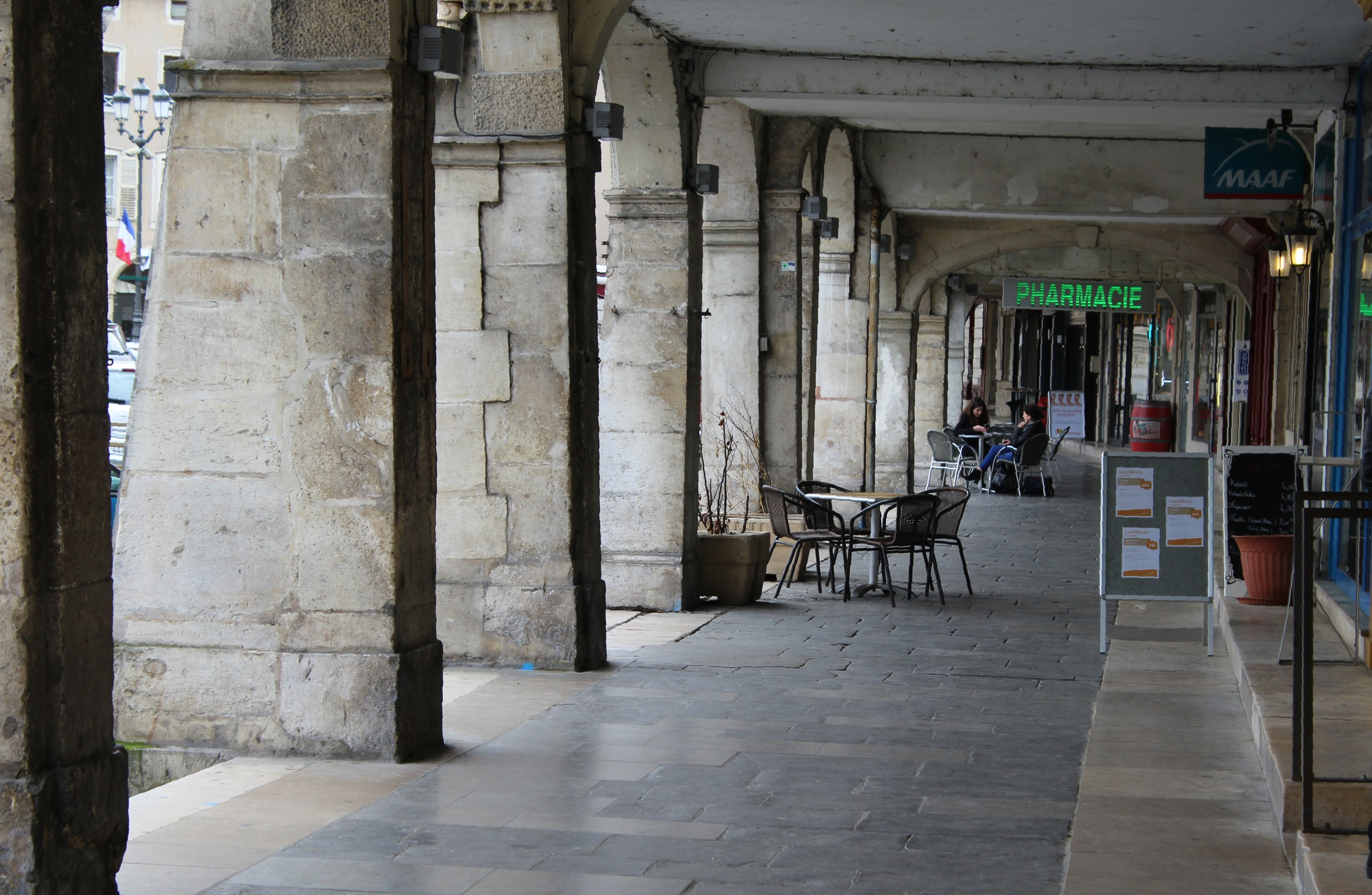
Intérieur des arcades.
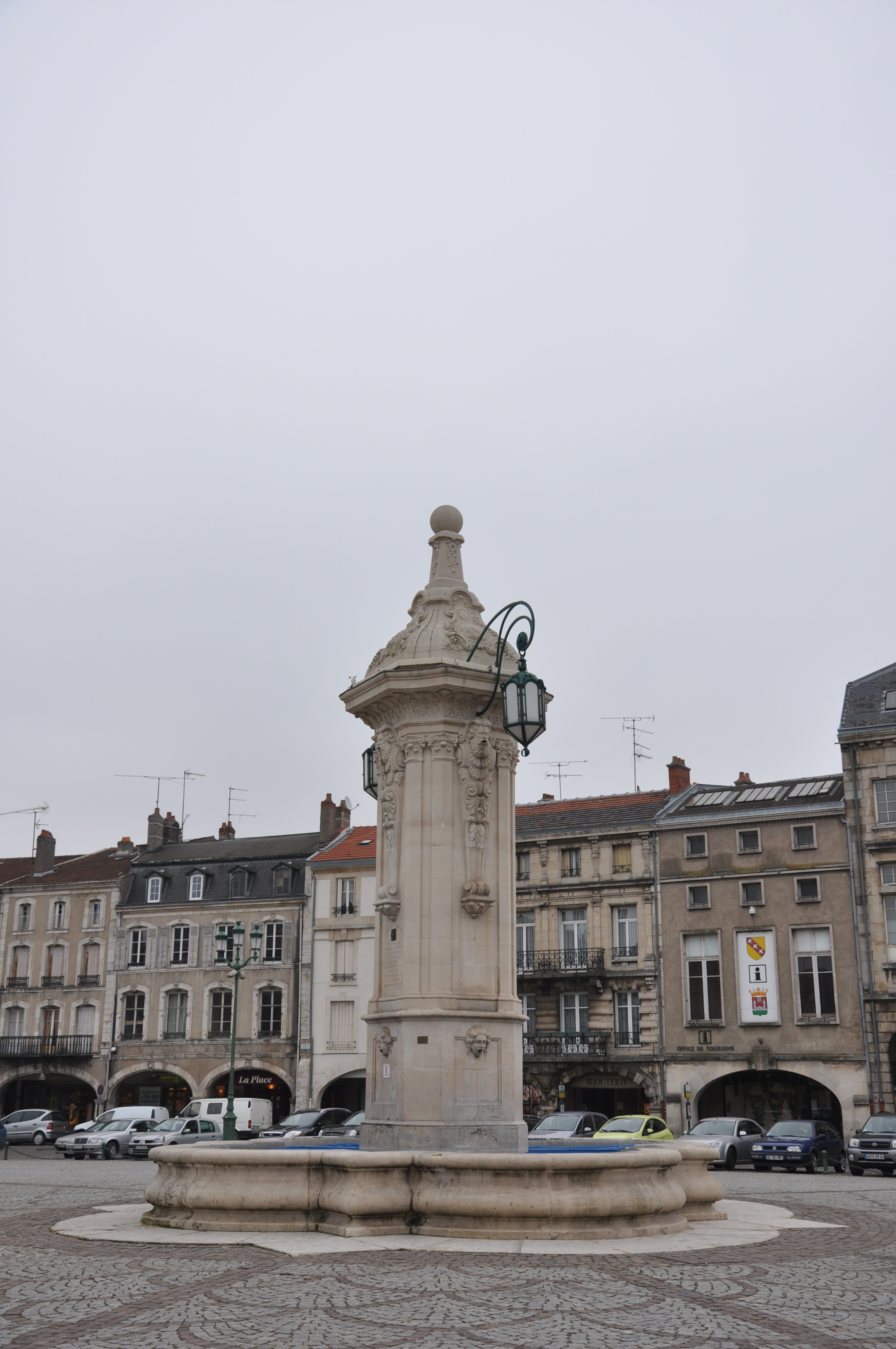
Fontaine au centre.